# Мирославка (зупинний пункт)
Миросла́вка — пасажирський залізничний зупинний пункт Козятинської дирекції Південно-Західної залізниці.
Розташований у селі Мирославка Бердичівського району Житомирської області на двоколійній електрифікованій змінним струмом лінії Шепетівка — Бердичів між станціями Михайленки (14 км) та Бердичів (13 км).
Відкрита 1973 року. Має дві платформи берегового типу.